# O'Brien (1984)
O'Brien er en figur i George Orwells roman 1984. Hovedpersonen Winston Smith, som bor i et dystopisk samfund styret af Partiet, føler sig sært tiltrukket af O'Brien (vi får aldrig hans fornavn at vide), der er medlem af Inderpartiet.
Winston har mistanke om, at O'Brien i hemmelighed er imod Partiet, og O'Brien lader også et par bemærkninger falde til Winston, der bestyrker denne mistanke. Winston tager mod til sig og fortæller O'Brien, at han selv er en fjende af den totalitære stat Oceanien, som de bor i. I begyndelsen ser det ud til, at Winston har ret – O'Brien viser sig at være medlem af det nærmest legendariske "Broderskabet"", der kæmper for at styrte Partiet.
Da Winston senere bliver arresteret, viser det sig, at O'Brien faktisk er et loyalt medlem af Partiet. Læseren får endda fornemmelsen af, at han er en af arkitekterne bag den totalitære stat og medlem af den yderst kyniske fraktion inden for Partiet, som eliminerede de oprindelige ledere af revolutionen. O'Brien torturerer Winston for at helbrede hans vanvid, især hans "fejlagtige" opfattelse af, at der findes en ydre virkelighed, som ikke er styret af Partiet. O'Brien forklarer, at virkeligheden ganske enkelt er, hvad Partiet definerer den til at være. O'Brien er helt ærlig og åbenhjertig om Partiets brutale kynisme; Partiet er ude efter magt, ikke for at gøre noget godt men for magtens egen skyld. "Og der vil altid være sejrsrusen, nydelsen ved at trampe på en hjælpeløs fjende. Hvis du vil danne dig et billede af fremtiden, så forestil dig en støvle, der tramper på et menneskeansigt – for bestandigt."
Selv under torturen virker det som om der er en underlig intimitet mellem Winston og O'Brien, der har en uhyggelig evne til at udlede, hvad Winston tænker. O'Brien siger endda, at Winstons mentalitet tiltaler ham, og at den ligner hans egen, med den forskel at Winston tilfældigvis er vanvittig. I torturkammeret, kendt som værelse 101 lykkes det O'Brien at torturere Winston så meget, at han "villigt" underkaster sig Partiets filosofi.
O'Brien kan ses som Orwells uhyggelige portræt af den intellektuelle, der bruger sine evner i den autoritære stats tjeneste snarere end til at kritisere den.

Denne artikel er en oversættelse af artiklen O'Brien på den engelske Wikipedia. Oversættelsen tager i sin sprogbrug desuden udgangspunkt i den danske udgave af 1984 (Gyldendals Tranebøger 1973), oversat af Paul Monrad.